# Аверьянов, Николай Сергеевич
Никола́й Серге́евич Аверья́нов (4 февраля 1980, Челябинск, СССР) — российский легкоатлет, участник Олимпийских игр. Мастер спорта международного класса.

## Карьера
Занял 4-е место на Универсиаде 2003 года. На Олимпийских играх 2004 Николай участвовал в десятиборье и занял 15-е место. Чемпион России 2004 года.